# Microondas
Microondas är en ort i Mexiko.   Den ligger i kommunen Tepeaca och delstaten Puebla, i den sydöstra delen av landet, 140 km öster om huvudstaden Mexico City. Microondas ligger 2 313 meter över havet och antalet invånare är 491.
Terrängen runt Microondas är platt söderut, men norrut är den kuperad. Terrängen runt Microondas sluttar söderut. Runt Microondas är det ganska tätbefolkat, med 120 invånare per kvadratkilometer. Närmaste större samhälle är Amozoc de Mota, 15,5 km väster om Microondas. Omgivningarna runt Microondas är en mosaik av jordbruksmark och naturlig växtlighet.